# Такэда, Йосими
Йосими Такэда (англ. Yoshimi Takeda; 1933, Иокогама — 24 июля 2000) — американский дирижёр японского происхождения.
Получил первоначальное музыкальное образование в Японии, окончил Токийскую школу музыки. С 1961 года жил и работал в США, в 1999 году оформил американское гражданство. Первоначально прибыл в страну для двухлетней стажировки в Кливлендском оркестре под руководством Георга Селла. Дебютировал с этим коллективом в 1963 году, после чего продолжил совершенствовать своё мастерство в Тэнглвудском музыкальном центре, в том числе под руководством Роберта Шоу.
В 1964—1970 гг. помощник дирижёра в Симфоническом оркестре Гонолулу, занимался преимущественно разъездными концертами по Гавайским островам, а также образовательными программами. В 1970—1984 гг. музыкальный руководитель Симфонического оркестра Альбукерке. Одновременно в 1974 году занял должность главного дирижёра Симфонического оркестра Каламазу и оставался на этом посту до 1999 года. В 1996 и 1997 гг. дирижировал Девятой симфонией Людвига ван Бетховена на праздничных концертах американо-японской дружбы в Карнеги-холле.
Почётный доктор Университета Западного Мичигана. Имя Такэды носит студия звукозаписи мичиганской радиостанции WMUK.